# Hunnen

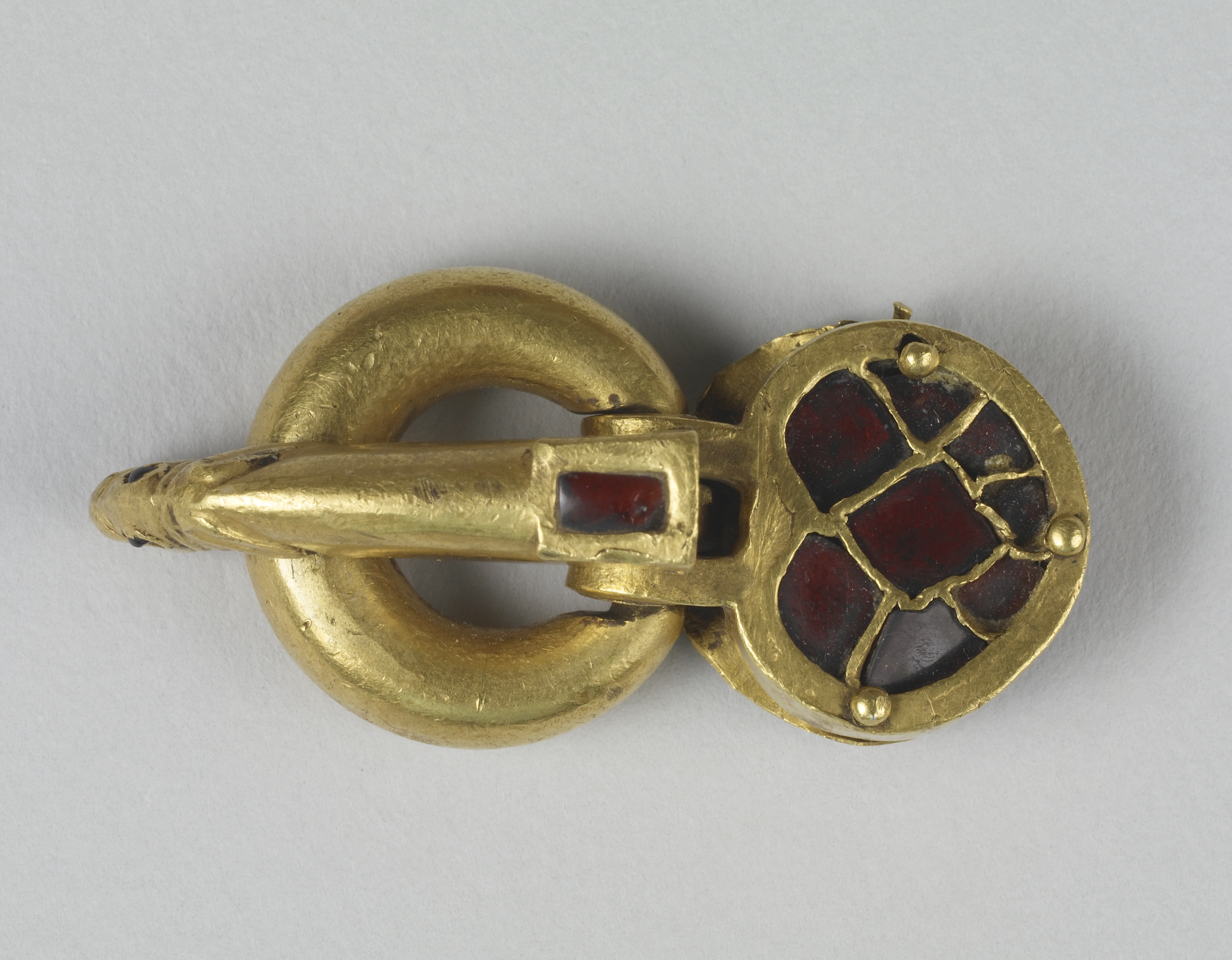
Hunnische Schuhschnalle, 4. Jahrhundert

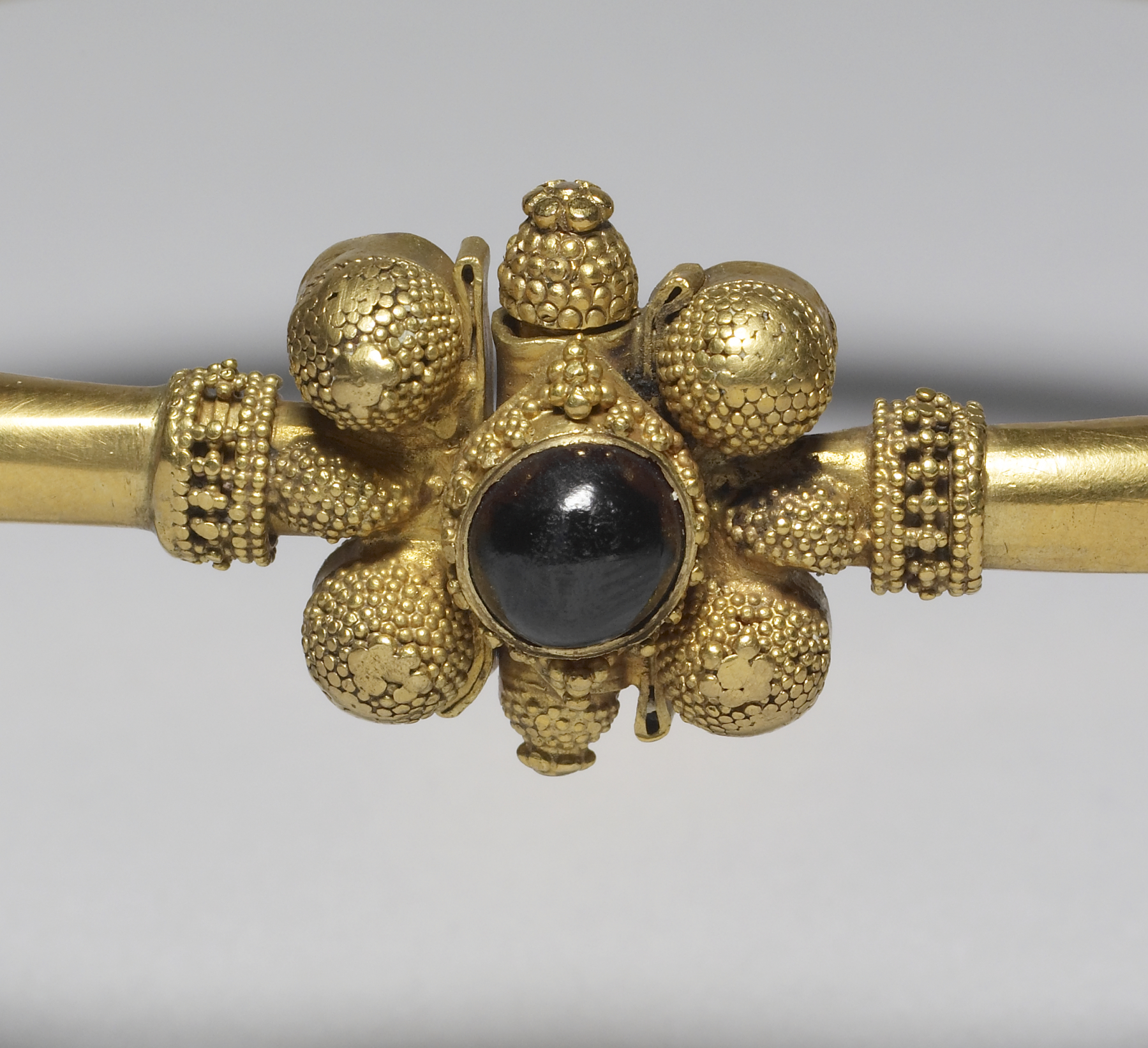
Hunnischer Granat-Armreif, 5. Jahrhundert

Hunnen ist ein Sammelbegriff für eine Gruppe der zentralasiatischen Reitervölker mit nomadischer, später halbnomadischer Lebensweise. Ihre genaue Herkunft und Ethnizität ist in der modernen Forschung umstritten.
Die wenigen Sprachüberreste erlauben keine präzise Zuordnung: Einige Forscher gehen davon aus, dass die Hunnen eine Turksprache oder eine andere altaische Sprache sprachen. Andere Forscher gehen von einer heute ausgestorbenen Sprache aus bzw. bezweifeln die Möglichkeit einer exakten Zuordnung. Eine Studie aus dem Jahr 2025 favorisiert die Zugehörigkeit zu einer heute ausgestorbenen paläosibirischen Sprache.
Ebenso ist unsicher, ob der Begriff Hunnen eine klar umrissene Gruppe von Stämmen bezeichnete. In der modernen Forschung wird vielmehr oft angenommen, dass es sich bei der Bezeichnung Hunnen um einen in der eurasischen Steppenregion verbreiteten Prestigenamen für ansonsten heterogen zusammengesetzte Gruppen nomadischer Reiterkrieger handelte. In diesem Sinne wurde der Begriff Hunne von einigen oströmischen Geschichtsschreibern als ethnographischer Begriff für ganz verschiedene später auftauchende Reitervölker aus dem eurasischen Steppenraum benutzt.
Fest steht nur, dass die in spätantiken Quellen als „Hunnen“ bezeichneten Stämme um die Mitte des 4. Jahrhunderts im Raum zwischen den Flüssen Don und Wolga lebten und schließlich nach Westen vorstießen, wobei sie nicht unter einheitlicher Führung agierten. Sie fielen ab 375/76 mit dort unbekannter Reiterkampftechnik in Europa ein (siehe Völkerwanderung) und spielten in der spätantiken Geschichte noch bis ins späte 5. Jahrhundert eine bedeutende Rolle. Im frühen 5. Jahrhundert errichteten sie an der Donau ein Steppenreich zwischen West- und Ostrom. Unter Attila erreichte ihre Macht den Höhepunkt, wobei die Hunnen allerdings ökonomisch stets auf erzwungene römische Tributleistungen angewiesen waren. Nach Attilas Tod 453 und dem Zerfall seines Reichs zerstreuten sich die Hunnen wieder weitgehend; hunnische Hilfstruppen in oströmischen Diensten und als hunnisch bezeichnete Gruppen im nördlichen Schwarzmeerraum sind jedoch noch im 6. Jahrhundert belegt.

## Namensherkunft und -verwendung
Das Wort Hunne wird in der Regel vom chinesischen Begriff für das Volk der Xiongnu abgeleitet. Die Bezeichnung Hunnen taucht in abgewandelter Form als Chounoi im 2. Jahrhundert n. Chr. in der Geographie des Griechen Ptolemaios auf. Dass damit die um 375 nach Osteuropa vorstoßenden Hunnen gemeint sind, wird in der neueren Forschung aber eher bezweifelt, da eine reine Namensähnlichkeit mit dieser 200 Jahre nach der Erwähnung bei Ptolemaios in Erscheinung tretenden Gruppe kaum aussagekräftig ist. In der neueren Forschung wird eine derartige Kontinuität nur von wenigen Historikern vertreten.
Der Name Hunnen wird in den verschiedenen Quellen oft eher allgemein gebraucht: Er diente wohl als „Prestige- und Übertragungsname“, der verschiedene Gruppen bezeichnen konnte, sodass Hunnen keine genaue ethnische Bezeichnung darstellte. In der spätantiken Geschichtsschreibung bezeichnet der Begriff Hunne denn auch oft, wie zuvor „Skythen“, eine heterogen zusammengesetzte Gruppe, welche aus der gewaltigen Steppenregion Zentralasiens stammte, ohne dass damit eine Aussage über die ethnische Zugehörigkeit verbunden wäre. Walter Pohl hat dies folgendermaßen zusammengefasst: „Für alle europäischen Steppenvölker des ersten nachchristlichen Jahrtausends ist der pauschale Gebrauch des Namens ‹Skythen› bezeugt, der zu einer ethnographischen Kategorie geworden war.“
Priskos (dessen nur fragmentarisch überliefertes Geschichtswerk eine der wichtigsten Quellen bezüglich der Hunnen ist) bezeichnete die Hunnen unter Attila, an dessen Hof er 449 gereist war, im Rahmen klassizistischer ethnographischer Vorstellungen als „Skythen“. An anderer Stelle in seinem Werk berichtet er aber auch von „kidaritischen Hunnen“, die die Ostgrenze Persiens im 5. Jahrhundert bedrohten. So kämpften um 350 die persischen Sassaniden gegen Nomaden, die man Chioniten nannte; das mittelpersische Wort Xyon leitet sich wohl vom Begriff „Hunne“ ab und gab den Chioniten wahrscheinlich ihren Namen. Im 5. Jahrhundert folgten dann weitere Gruppen, die als iranische Hunnen bezeichnet werden (siehe auch die Ausführungen im Artikel Spätantike), die aber mit den um 375 nach Westen vordringenden Gruppen nicht identisch sind. Gruppen der iranischen Hunnen (eher die Alchon als die Hephthaliten) unternahmen im 6. Jahrhundert auch eine Invasion Nordindiens. Sie werden in indischen Quellen pauschal als Hunas bezeichnet und waren ein Faktor für den Zusammenbruch des Gupta-Reichs.
Diese Beispiele belegen, dass der Begriff „Hunne“ nicht auf eine feste ethnische Gruppe bezogen werden kann. Étienne de la Vaissière unterstellt jedoch die Wirksamkeit einer starken, im Altai entstandenen, vielleicht von den letzten Xiongnu, die sich dorthin (so zumindest de la Vaissière) zurückgezogen haben sollen, beeinflussten politischen, kulturellen und religiösen Identität. Allerdings ist die Herkunft der Hunnen bis heute in der Forschung umstritten, wobei die meisten Forscher eine direkte Verbindung zwischen den Xiongnu und den Hunnen, die um 375 im Westen erschienen, ablehnen (siehe das folgende Kapitel zur Herkunftsvermutung).
Von der Sprache der 375 nach Westen vorstoßenden „Hunnen“ sind nur einige spärliche Überreste erhalten. Viele Forscher vertreten die Ansicht, dass die Hunnen des 4. und 5. Jahrhunderts eine altaische, möglicherweise eine oghurische, also alttürkische, jedenfalls keine iranische oder jenisseische Sprache gesprochen haben. Andere Forscher vertreten die These, dass es sich um eine andere, inzwischen ausgestorbene Sprache gehandelt habe. Eine Studie aus dem Jahr 2025 vertritt die These, Hunnen und Xiongnu hätten eine frühe Form des Arinischen gesprochen, eine heute ausgestorbene Sprache, die zur Gruppe der jenisseischen Sprachen gehört. Ein wissenschaftlicher Konsens bezüglich der hunnischen Sprache existiert bis heute nicht. Sicher scheint nur, dass sich im Umfeld der hunnischen Elite germanisch sprechende Krieger befanden, die lange an ihren Sprachen bzw. Namen festhielten.
Einige mittelalterliche Autoren benutzten später noch Hunne als anachronistische Bezeichnung für andere Steppenvölker.
Aufgrund der sogenannten Hunnenrede Kaiser Wilhelms II. wird der Begriff Hunne (engl. Hun) im englischen Sprachraum als Schimpfwort für Deutsche benutzt.

## Herkunftstheorien
Die Herkunft der heute im Allgemeinen als Hunnen bezeichneten Stämme hatte die ältere Forschung (angefangen im 18. Jahrhundert mit Joseph de Guignes) noch in Zusammenhang mit dem Untergang des Xiongnu-Reiches an der Nordgrenze Chinas gesetzt. Das Xiongnu-Reich hatte sich um die Mitte des 1. Jahrhunderts n. Chr. in einen nördlichen und einen südlichen Teil gespalten. Der südliche Teil wurde zu einem chinesischen Protektorat, während das Nordreich gegen Ende des 1. Jahrhunderts unterging, der Rest der Bevölkerung ging im Volk der Xianbei auf. Während im frühen 4. Jahrhundert die südlichen Xiongnu unter Liu Cong in China agierten, verschwinden die nördlichen Xiongnu bereits Mitte des 2. Jahrhunderts endgültig aus den Quellen. Auf ebendiese nördliche Gruppe bezogen sich alle Spekulationen hinsichtlich der Entstehung der „europäischen Hunnen“.
Die neuere Forschung ist bezüglich einer Verbindung zwischen den in chinesischen Quellen belegten Xiongnu und den mehr als zwei Jahrhunderte später auftretenden Hunnen im Westen weitaus skeptischer, wenn sie diese These nicht sogar ganz aufgegeben hat. Allerdings halten auch heute noch einige prominente Forscher wie James Howard-Johnston oder Étienne de La Vaissière an der Identifikation fest bzw. gehen zumindest von einer gewissen Kontinuität aus. Hyun Jin Kim, der die Geschichte der Hunnen von einer „asiatischen Perspektive“ aus betrachtet und diesbezüglich einen hochumstrittenen Beitrag geleistet hat, ist wie de La Vaissière der Ansicht, dass Kontinuitäten bestanden hätten und dass die Hunnen des Weiteren über ein gut organisiertes Staatsgebilde verfügt hätten; allerdings sind hier mehrere Schlussfolgerungen in der Forschung in methodischer Hinsicht auf scharfe Kritik gestoßen. Doch selbst moderne Befürworter der Verbindung Xiongnu-Hunnen sehen meist eher ein kulturelles und politisches Erbe und keine „genetische Verbindung“ (das steht auch für Hyun Jin Kim oder Étienne de La Vaissière fest) der heterogen zusammengesetzten Gruppen. Doerfer kann ebenfalls keine enge sprachliche Verwandtschaft feststellen.
Es existiert zwar ein Beleg, dass der Begriff Xiongnu/Hunne in unterschiedlicher Namensform im 4. Jahrhundert n. Chr. weiter westlich bekannt war, denn in einem erhaltenen sogdischen Brief wird die Eroberung und Zerstörung der chinesischen Hauptstadt Luoyang durch eine als „Hunnen“ (xwn) bezeichnete Gruppe erwähnt. Walter Bruno Henning konnte dieses Ereignis mit den Aktivitäten der südlichen Xiongnu unter Liu Cong im Jahr 311 verknüpfen. Allerdings ist dieser reine Namensbezug kein Beleg dafür, dass die später (um 375) im Westen auftauchende als Hunnen bezeichnete Gruppe mit den alten Xiongnu identisch sind, denn die für die Zerstörung Luoyangs verantwortliche Gruppe lässt sich in chinesischen Quellen gut verfolgen und zog nie nach Westen. Es ist aber möglich, dass andere Gruppen im Steppenraum (ebenso wie die erwähnten iranischen Hunnen) die Bezeichnung „Hunnen“ als Prestigenamen übernahmen bzw. mit dem bekannten Begriff bezeichnet wurden, ohne jedoch mit den Xiongnu verwandt zu sein.
Problematisch ist, dass weder ein eindeutiger archäologischer Befund oder durch eine verbreitete Herstellungspraxis im Steppenraum noch schriftliche Quellen die Verbindung zwischen Hunnen und Xiongnu belegen, zumal in chinesischen Quellen die Bezeichnung Xiongnu (und äquivalente Bezeichnungen) auch für Stämme benutzt wurden, die eindeutig nicht mehr die „alten Xiongnu“ waren. Chinesische Autoren verwandten den Begriff Xiongnu wohl vielmehr als Pauschalbezeichnung für „fremdartige Barbaren“, ohne damit zwingend eine bestimmte Gruppe zu charakterisieren. Insofern ist umstritten, welche in den chinesischen Quellen als „Hunnen“ bezeichneten Völkerschaften wirklich als Hunnen gelten dürfen. Viele dieser Völkerschaften hatten sehr wahrscheinlich keine Gemeinsamkeit außer ihrer nomadischen Lebensweise. Eine direkte Verbindung zwischen Xiongnu und den „westlichen Hunnen“ ist denn auch zweifelhaft.
Die archäologischen Befunde aus dem westlichen China deuteten bisher ebenfalls eher auf gering ausgeprägte Beziehungen zum damaligen Osteuropa hin; bei einem in Westchina aufgefundenen sogenannten Hunnenkessel und anderen Artefakten schien es sich um Importe aus Europa oder Indizien für eine Rückwanderung von Hunnen nach 451 zu handeln. Einige Autoren wie Bodo Anke postulierten eine sarmatische Herkunft der Kessel. Doch wird angesichts neuer Funde, die die Lücken zwischen Westchina über den Altai bis Südrussland und in den Donauraum schließen, immer deutlicher, dass die älteren bauchigen Kessel zentralasiatischen Ursprungs sind, während die jüngeren zylindrischen Typen im Donauraum, aber mit ursprünglich aus China stammenden Techniken produziert worden sind. Auch die Henkelformen haben sich im nunmehr präziser fassbaren Zeitablauf von Ost nach West verändert. Das höhere Alter der östlichen Funde (der östlichste Fund stammt aus Shenzhen) spricht gegen die Fortdauer von Importen in den Donauraum zur Attilazeit und auch nicht für eine bedeutendere hunnische Rückwanderung nach Asien. Reflexbögen, eiserne Pfeilspitzen, Pferdegeschirr und Holzsättel sind zentralasiatischen Ursprungs. Auch der Orientalist und Archäologe Miklós Erdy vertritt in jüngerer Zeit eine stärkere Kontinuitätsthese auf Grundlage der Analyse von Begräbnisritualen, Petroglyphen und schamanistischen Praktiken der Xiongnu bzw. der Hunnen.
Letztlich handelte es sich bei den zentralasiatischen Stämmen um Nomadengruppen, die sich je nach politischen Umständen in rudimentären Herrschaftsbereichen organisierten, trennten und neu organisierten, so dass einige Fragen zu ihrer jeweiligen Zusammensetzung immer offen bleiben werden (siehe auch Ethnogenese). Die lange Zeit, die zwischen der Vernichtung des Xiongnu-Reichs in Nordchina und dem Auftauchen der als Hunnen bezeichneten Gruppen in Osteuropa lag, spricht dem modernen Wissensstand über die Steppenvölker zufolge eher gegen eine Kontinuität des Verbands. Der Name der Xiongnu/Hunnen bürgte aber wohl für ein gewisses Prestige, weshalb dies als ein möglicher Grund für die Namensübertragung angenommen wird, wenngleich die Hunnen des 4. Jahrhunderts nach Ansicht der meisten Forscher, wie gesagt, nicht mit den Xiongnu verwandt waren. In der aktuellen Forschung wird auf den multiethnischen Charakter der „Hunnen“ zur Zeit Attilas hingewiesen, der sich aus den zeitgenössischen Quellen recht klar ergibt. Mischa Meier hat die Ergebnisse der aktuellen Forschung im Jahr 2025 so zusammengefasst:
„Es sei daher kaum wahrscheinlich, dass es sich bei den europäischen Hunnen um eine Teilgruppe der Xiongnu gehandelt habe, die nach Westen vorgedrungen sei. Eher sei von einer Konföderation von Kriegern recht diverser Herkunft auszugehen, die sich in der Steppe allmählich entwickelt habe – mit einem Sozialverband also, dessen Angehörige keinen gemeinsamen Ursprung besessen hätten und deshalb auch keine monolithische Einheit hätten ausbilden können. […] Den ethnischen Wurzeln jener Reiterkrieger nachzuspüren, die für antike Zeitgenossen erstmals im nordpontischen Raum sichtbar wurden, ist hingegen müßig.“
Während es nicht möglich ist, gesicherte Aussagen über die ethnische Herkunft der Hunnen, die Mitte des 4. Jahrhunderts zwischen Don und Wolga lebten, zu treffen, wird oft eine geographische Herkunft aus dem Siebenstromland Mittelasiens angenommen. Der Begriff „Hunne“ wurde in den spätantiken Quellen oft als Bezeichnung für Völker benutzt, die in den pontischen Steppen nördlich des Schwarzen Meeres und Mittelasiens auftraten (ähnlich wie zuvor der Begriff „Skythen“). Ebenso waren diese Gruppen ethnisch nicht homogen zusammengesetzt, zumal sich andere Gruppen ihnen anschlossen. Der deutsche Archäologe Michael Schmauder spricht aus diesem Grund auch von einer „Völkerkonföderation“ mit asiatischen Gruppierungen innerhalb dieses heterogenen Verbundes. Im Zusammenhang mit den iranischen Hunnen tritt die mittelpersische Bezeichnung Xyon auf, die wohl als „Hunne“ verstanden werden kann, ohne dass damit aber eine ethnisch spezifische Gruppe charakterisiert wird.
Fest steht denn nur, dass westliche Quellen die Angreifer, die 375/76 im Gebiet der heutigen Ukraine auftauchten und die dann nach Westen vorstießen, als „Hunnen“ bezeichneten und dass ihr Wohnsitz in spätantiken Quellen nahe dem Asowschen Meer lokalisiert wurde. Die Region nördlich des Kaukasus wurde von späteren Quellen noch als die Heimat der Hunnen bezeichnet. Wer aber die Hunnen genau waren, entzog sich auch ihrer Kenntnis.

## Archäogenetische Funde
DNA-Analysen von Skeletten aus Gräberfeldern helfen bei der Erforschung der Ethnogenese und Migrationsroute der Hunnen, weisen ihrerseits aber ebenfalls Probleme auf, da Grabfunde nicht immer eindeutige Zuordnungen erlauben und genetische Befunde an sich wiederum nichts über die kulturelle Identität aussagen. Das zu untersuchende Material und die entsprechende Methodik können zudem zu unterschiedlichen Ergebnissen führen. Insofern ist die Kooperation zwischen Paläogenetikern, Archäologen und Historikern wichtig, um die verschiedenen Ergebnisse in einen gesamtheitlichen Kontext einbetten zu können.
Eine Studie im Jahr 2018 analysierte jedenfalls das Genom von einigen Gebeinen aus Ungarn, die Hunnen zugeordnet wurden. Die dort Beigesetzten hatten größtenteils ostasiatisches Genom, mit einer relativ nahen Verwandtschaft zu heutigen Mongolen und Kasachen, zeigten aber auch Hinweise auf Vermischung mit lokalen Germanen und Slawen. Die Wissenschaftler vermuten einen möglichen Ursprung der Hunnen von einem Teil der Xiongnu, welche nach dem Zerfall dieser nach Westen floh und sich in Mitteleuropa als dominante Reiternomaden etablierten. Eine Studie aus dem Jahr 2019 analysierte die Gebeine von drei als Hunnen identifizierte Personen aus unterschiedlichen Regionen der pannonischem Tiefebene und fand, dass diese mehrheitlich ostasiatischen Ursprungs waren. Heutige Szekler zeigen eine teilweise genetische Übereinstimmung mit den drei analysierten Hunnen, was für eine genetische Kontinuität dieser spricht, aber nicht zwingend für eine sprachliche.
Der Ursprung der Hunnen ist insgesamt schwierig zu deuten, da archäologische und historische Belege zu spärlich sind, während genetische und linguistische Belege ihrerseits problematisch sind. In einer Studie aus dem Jahr 2020 kommen Forscher zu dem Ergebnis, dass eine direkte Kontinuität zwischen den Xiongnu und den Hunnen unwahrscheinlich ist, zumal bei der Ethnogenese der Hunnen mehrere andere Komponenten eine Rolle gespielt haben, so etwa iranische Gruppen.
Eine 2022 veröffentlichte Studie ausgesuchter Proben wiederum weist darauf hin, dass die Mehrheit der Bevölkerung lokalen (osteuropäischen) Ursprungs und eine kleinere Gruppe ostasiatischen Ursprungs war, welche wahrscheinlich Kern der immigrierenden Gruppe war und wohl die Herrscherschicht bildete, aber zunehmend von der Mehrheitsbevölkerung verdrängt wurde. Dies wurde durch eine weitere, im Februar 2025 veröffentlichte Untersuchung weitgehend bestätigt.

## Hunnen in Europa

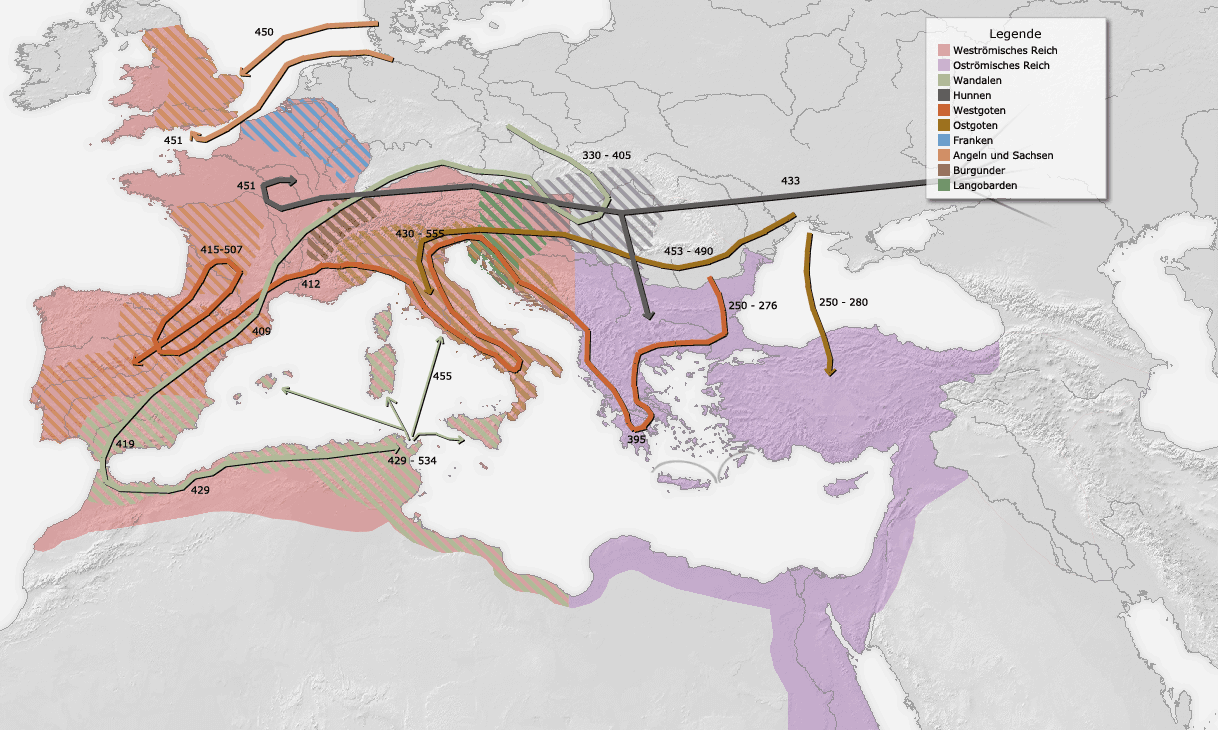
Karte Europas in der Spätantike. Die traditionelle Rekonstruktion der „Völkerwanderungen“ ist mittels Pfeilen eingezeichnet. Kenntlich sind auch die Ansiedlungsräume germanischer Gruppen innerhalb des Imperium Romanum.

### Beginn der Völkerwanderung
Zur Zeitenwende beherrschten indogermanische Stämme aus der Gruppe der mit den Skythen verwandten Sarmaten die Steppen Osteuropas (Jazygen, Roxolanen, Alanen), im 3. Jahrhundert kamen die Goten dazu.
Der Vorstoß der in spätantiken Quellen als Hunnen bezeichneten Gruppe nach Ostmitteleuropa in den 370er Jahren war ein Auslöser für die sogenannte Völkerwanderung. Der Begriff ist in der modernen Forschung methodisch umstritten, da nie ganze Völker wanderten, sondern immer nur heterogen zusammengesetzte und verschieden große Gruppen. Die Gründe für den Hunneneinfall waren und sind immer noch unklar.
Neben den möglichen Motiven des Nahrungsmittelmangels oder reiner Beutelust steht seit Anfang des 21. Jahrhunderts die These einschneidender Klimaänderungen in den asiatischen Steppen als Ursache der Wanderungsbewegungen von Nomadenvölkern zur Diskussion. Dafür gibt es seit den 2010er Jahren mehr Indizien. Der Paläoklimatologe Edward R. Cook konstatierte mit Hilfe dendrochronologischer Verfahren eine lang anhaltende „Megadürre“ (der Begriff megadrought umfasst in der Terminologie der Klimaforscher eine Dürreperiode von mindestens zwei Jahrzehnten) im nördlichen Mittelchina, insbesondere auf den von Nomadenvölkern besiedelten Hochebenen von Qinghai. Diese umfasst mehrere extreme Phasen: Die erste um 360 n. Chr. (also kurz vor der Zeit der Hunneneinfälle nach Europa), dann um 430, 480 und noch einmal um 550. Letzteres Datum deckt sich zeitlich in etwa mit den Einfällen der Awaren nach Europa. Die Dürren beruhten nach Cook auf Fernwirkungen der El Niño-Southern Oscillation (ENSO), die den Monsun in Indien beeinflusst, welcher die feuchte Luft in großer Höhe bis nach Tibet und Qinghai transportiert. Damit ist ein Hinweis auf den eventuell in Qinghai zu suchenden Ausgangspunkt der Wanderung bzw. einer Kettenreaktion von Wanderungen nomadischer Völker gegeben.
Die Vorstellungen des Ammianus Marcellinus und anderer spätantiker Geschichtsschreiber über die Lebensweise der Hunnen als eines ausschließlich wandernden und plündernden Volkes, das Bauern und Stadtbewohner unterjochte, ist angesichts der archäologischen Funde, der Handwerkskunst und des nachweislich großen Vieh- und Pferdebestands vorurteilsbelastet. Dies gehörte durchaus zu den typischen ethnographischen Topoi antiker Autoren über ihnen fremde Gruppen aus dem Barbaricum; allerdings war das antike Barbarenbild durchaus vielschichtiger und diente nicht zuletzt der ethnographischen Einordnung. Andererseits sind die Folgen hunnischer Plünderungszüge und damit einhergehender Gewaltakte und Zerstörungen auf römischen Gebiet archäologisch nachweisbar und von vielen zeitgenössischen Quellen belegt und nicht zu bestreiten. Gewaltausübung und damit einhergehend Druck auszuüben, um materielle Gewinne zu erzielen, war zudem ein gängiges Muster von Reitervölkern gegenüber politisch und wirtschaftlich stärkeren, sesshaften Kulturen.
Die Hunnen überschritten (angeblich unter ihrem Führer Balamir/Balamber, dessen Historizität aber zweifelhaft ist) die Wolga. Dort und im Kaukasus zerschlugen sie ca. 374 das Reich der Alanen und schlossen ein Bündnis mit ihnen. In der heutigen Ukraine zerstörten sie 375 das offenbar recht beachtliche Reich der Greutungen, deren König Ermanarich Suizid beging. Teile der Greutungen flohen jedoch vor dem Zugriff der Hunnen nach Westen.
In der Folgezeit kam es zu Zusammenstößen zwischen den Hunnen und den zwischen Dnister und Sereth lebenden gotischen Terwingen unter Athanarich. Schließlich besiegten die Hunnen Athanarich in einer Schlacht zwischen Sereth und Pruth. Die Hunnen erreichten bald auch die Grenzen des oströmischen Reiches, weshalb Teile der Terwingen sich gezwungen sahen, über die Donau ins Römische Reich zu fliehen (376). Die folgenden Jahrzehnte in den gotisch-römischen Beziehungen waren sehr angespannt (Schlacht von Adrianopel (378), die Plünderung Roms (410) und schließlich die Ansiedlung der Westgoten in Aquitanien 416/18), wobei Goten sowohl gegen als auch für die Römer kämpften.
Die Hunnen hatten allerdings keine umfassend anerkannte Führungsspitze. So stellten sie zunächst keine besondere Gefahr dar; seit den 380er Jahren war die hunnische Präsenz am Rande des Römerreichs nur indirekt fassbar, bevor es zu stärker ausgeprägten (auch kriegerischen) Kontakten kam. Der hunnische Druck auf Südosteuropa steigerte sich Anfang 395, als unter Theodosius I. ein Bürgerkrieg zwischen beiden Reichsteilen ausgebrochen war und hunnische Gruppen die Chance nutzten, um auf den Balkan und nach Illyrien vorzudringen, während andere hunnische Gruppen unter ihren Anführern Basich und Kursich über die Kaukasuspässe nach Kleinasien und Syrien gelangten. Die östliche Grenzarmee der Römer unter Addaeus musste sich nach Edessa zurückziehen, während Syrien offenbar geplündert wurde. Die Hunnen unter Basich drangen dann über römisches auf persisches Gebiet vor, bis sie von den Persern geschlagen und von Eutropios 398 zurückgedrängt wurden.
Der Druck der Hunnen auf die grenznahe Bevölkerung außerhalb des oströmischen Reichs führte unter anderem zum „Einbruch“ der Markomannen in den pannonischen Raum im Jahr 395, von Vandalen (zusammen mit Gruppen der Alanen und Gepiden) im Jahr 401 in die Gebiete südlich der Donau, der Westgoten unter Alarich I. in Italien im Jahr 401 (tatsächlich floh er wie auch andere vor den Hunnen) und einer gotisch dominierten Bewegung unter Radagaisus ebenfalls in Italien im Jahr 405. Diese konnten die Römer nur mit Unterstützung des Hunnenführers Uldin besiegen. Die Ereignisse des Jahres 405 waren auch eine Ursache für den Rheinübergang von 406, der erhebliche Folgen für Westrom hatte.

### Etablierung der hunnischen Macht im mittleren Donauraum
Unter Uldin kam es zu hunnischen Raubzügen auf römischem Territorium. Gleichzeitig halfen die Hunnen aber auch, römische Interessen zu verfolgen, wenn sie mit den ihren kompatibel waren. So stellte Uldin im Jahr 406 den Weströmern hunnische Hilfstruppen im Kampf gegen Radagaisus. Es sollte nicht das letzte Mal sein, dass Hunnen in römischen Diensten auftraten. Im Westreich sollte man in den folgenden Jahren sowohl bei internen Machtkämpfen als auch bei der Abwehr äußerer Gefahren auf hunnische Söldner zurückgreifen. So dienten hunnische Söldner dem weströmischen Feldherrn Flavius Aëtius zunächst bei einem internen Machtkampf gegen seine Rivalen, dann 436 im Krieg gegen die Burgunden (historischer Kern der Nibelungensage).
Tatsächlich waren Hunnen und germanische gentes (Stämme) daran interessiert, am Wohlstand des Imperiums zu partizipieren; dies konnte als angeworbene Söldner, als plündernde Kriegergruppen oder durch die Erpressung von Tributen gelingen. Lukrativ war auch der Verkauf von Pferden an die Römer, die die Taktik des Bogenschießens aus dem Galopp übernahmen, wie es das Strategikon des Maurikios beschreibt. Tatsächlich bot sich den Römern auch die Möglichkeit, die von den Hunnen unterworfenen gentes indirekt als Bedrohungsfaktor auszuschalten, so lange man im Einvernehmen mit den Hunnen stand. Doch im Gegensatz zu den mehrere Jahre relativ guten Beziehungen der Hunnen zu Westrom, die den Sicherheitsinteressen des Westreichs nutzten, sollte oströmisches Gebiet immer wieder das Ziel hunnischer Angriffe sein (441/42 und 447), um so Geldzahlungen von Konstantinopel zu erpressen. Die Beziehung zwischen Westrom und den Hunnen sollte sich um 445 aber ebenfalls verschlechtern und zur Invasion Galliens 451 führen (siehe unten).
Anfang des 5. Jahrhunderts herrschte ein gewisser Donatus wohl über Teile der Hunnen (seine genaue Stellung ist allerdings unbekannt), wurde aber von den Römern ermordet. Der Hunnenherrscher Charaton war sehr darüber verärgert, weshalb der oströmische Kaiser im Jahr 412 eine Gesandtschaft mit zahlreichen Geschenken zu Charaton schickte, worüber Olympiodoros von Theben berichtet, der an der Gesandtschaft teilnahm. Das Machtzentrum Charatons lag bereits im Donauraum, von wo aus weiterhin hunnische Einfälle auf oströmisches Gebiet erfolgten, hauptsächlich in der Provinz Moesia inferior. Als eine der Reaktionen darauf wurde die „Lange Mauer“ vor den Toren Konstantinopels erneuert und verstärkt, Befestigungen in Thrakien erweitert und die Donauflotte verstärkt. Ob und in welcher Form die Hunnen von 377 bis 427 die „pannonischen Provinzen“ beherrschten, ist wiederum strittig. Unstrittig ist aber, dass spätestens der hunnische Herrscher Rua ein Machtzentrum in der Theißebene hatte, von wo aus er Raubzüge ins römische Reich unternahm.
Greifbar als Hunnenherrscher werden neben dem erwähnten Rua auch seine Brüder Oktar und Mundzuk (die Stellung Mundzuks ist jedoch unklar). Nach Oktars Tod 430 regierte Rua über einen großen Teil der europäischen Hunnen; Mundzuk war offenbar bereits zuvor verstorben. Rua war der erste, der eine einigermaßen einheitliche Führung über einen Großteil der Hunnen gewährleisten konnte, was sich in einer energischeren Außenpolitik niederschlug, wobei er aus Ostrom Jahrgelder erhielt. Allerdings regierte er (ebenso wie sein Nachfolger Attila) nie über alle Hunnen. Die Römer einigten sich mit ihm auf einen Waffenstillstand und mussten Tributzahlungen leisten.
Die wiederholt in den Quellen belegten Geldzahlungen der Römer (speziell Ostroms) an hunnische Führer im 5. Jahrhundert waren für die Hunnen immens wichtig, denn sie waren zwingend darauf angewiesen, durch materielle Zuwendungen an die eigenen Gefolgsleute den Herrschaftsverband zusammenzuhalten. Andererseits waren die Römer an möglichst stabilen Verhältnissen im außerrömischen Barbaricum interessiert, um so die Gefahr von feindlichen Angriffen aus diesem Raum zu reduzieren. Allerdings stellten die oströmischen Kaiser die Tributzahlungen immer wieder ein, da sie prinzipiell nicht daran interessiert sein konnten, als untergebene Partei zu erscheinen.

### Attila

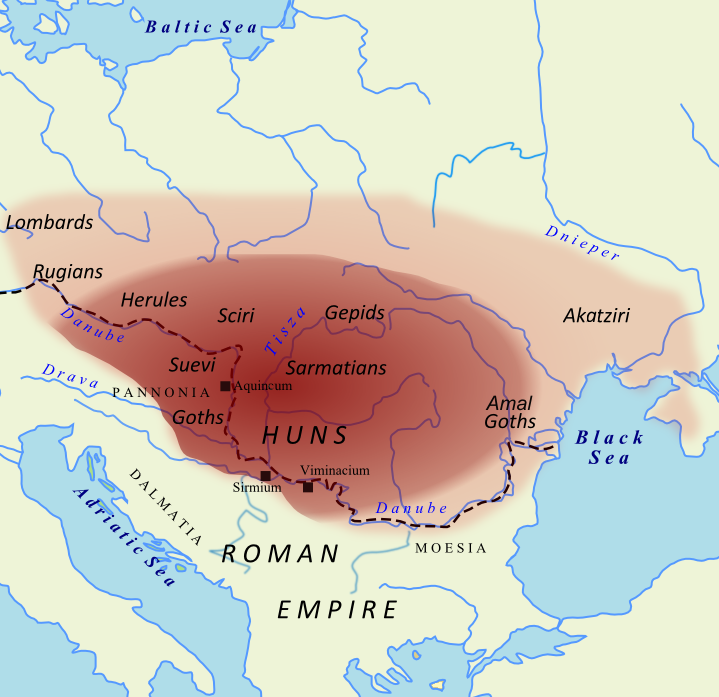
Ungefähres Einfallgebiet der Hunnen unter Attila in Europa

Nach dem plötzlichen Tode Ruas 434 wurde das Reich zwischen seinen Neffen bzw. Mundzuks Söhnen Bleda und Attila geteilt, die aber weiterhin gemeinsam regierten. Zu einem nicht ganz geklärten Zeitpunkt Ende 444/Anfang 445 wurde Bleda von Attila ermordet. Unter der Herrschaft Attilas erreichte die Macht der Hunnen ihren Höhepunkt, wenngleich Attila nie über alle Hunnen herrschte und der hunnische Herrschaftsverband weiterhin nur sehr locker aufgebaut war. Seine Kontrolle war eher indirekter Natur, indem er die wichtigsten Anführer der unterworfenen Völker an seinen Hof band. Neben Hunnen sind Goten, Gepiden und andere Germanen (so sind auch Hunnen mit gotischen Namen bekannt), Romanen und sogar iranische Alanen im Umkreis des Hunnenhofs belegt.
Mitte des 5. Jahrhunderts begannen die Hunnen im Balkanraum sesshaft zu werden: Das Hauptsiedlungsgebiet des Volkes lag zwischenzeitlich in der Theißebene, wo Attila seinen Herrschaftssitz hatte. Attila bekam einen Palast aus Holz, von Pfählen umzäunt, auch wenn die Hunnen immer noch im Zelt lebten. Ein vornehmer Hunne namens Onegesios badete sogar in seinem eigenen Bad, die Ausnahme schlechthin. Ein eindrucksvoller Bericht über Attilas Herrschaftssitz liegt von dem oströmischen Gesandten Priskos vor, der 449 an den Hunnenhof reiste. Es gab eine bestimmte Rangordnung am Hof: Verdiente Leute (logades) wurden dank römischen Goldes mit Pensionen versorgt, hatten Güter oder Vorrechte – zum Beispiel durfte der einflussreiche Onegesios seine Gefangenen behalten. Ebenso unterhielt Attila eine (wenngleich sicherlich sehr rudimentäre) Hofverwaltung; so fungierte der Römer Orestes als sein Sekretär.
Attila war wie andere hunnische Herrscher vor ihm auf Beutegewinne bzw. Tributzahlungen zwingend angewiesen, um seine Machtstellung zu behaupten. Seine Herrschaft war abhängig vom stetigen Zustrom von Gold und Prestigegütern aus dem römischen Imperium, wobei die Anführer und Krieger der von den Hunnen beherrschten Stämme durch die geregelte Verteilung von Geschenken, Privilegien und Ehrungen an den Hunnenkönig gebunden wurden. Sobald jedoch ein Abebben dieser Güter erfolgte, war die Machtposition des Hunnenherrschers massiv bedroht.
In den Jahren zwischen 441/42 und 447 verwüstete Attila weite Teile des grenznahen römischen Balkanraums und eroberte unter anderem die Städte Singidunum, Serdica und Ratiaria. Er zwang den damaligen oströmischen Kaiser Theodosius II. zu hohen Tributzahlungen. Kaiser Markian jedoch stellte (wie schon mehrfach Theodosius II.) die Tributzahlungen ein, diesmal endgültig; Attila musste sich nach einer neuen Quelle umsehen, zumal die europäischen Provinzen Ostroms bereits verwüstet waren.

Ungefähre Route der Hunnen bei ihrer Invasion Galliens 451

Attila zog im Frühjahr 451 gegen Westrom: Er marschierte in Gallien auf seinen einstigen Verbündeten Flavius Aëtius, den obersten weströmischen magister militum und mächtigsten Mann des Westreichs. Dieser war zwischenzeitlich mit den Stammeskönigen der Franken, Burgunden und Westgoten verbündet und schlug Attila und dessen ostgotische, gepidische und andere untergebene germanische Kriegergruppen in der Schlacht auf den Katalaunischen Feldern im Juni 451 zurück. Die Schlacht endete ohne klaren Sieger. Beide Seiten hatten schwere Verluste erlitten, aber die Moral der Hunnen war erschüttert, zumal Attila den Rückzug antreten musste. Die Hunnen hatten damit den Nimbus der scheinbaren Unbesiegbarkeit verloren.
Ohnehin ist festzuhalten, dass es den Hunnen nie gelang, ein größeres römisches Feldheer vernichtend zu schlagen; alles in allem ist die hunnische Bedrohung denn auch nicht zu überschätzen. Wie der Hunnenfeldzug 451 nach Gallien zeigte, konnten römisch geschulte Kampfverbände den Hunnen notfalls effektiv entgegentreten.
Attila zog 452 nach Italien und verwüstete mehrere Städte (unter anderem Aquileia), musste sich dann aber in die Ungarische Tiefebene zurückziehen; die angebliche Begegnung mit Papst Leo dem Großen, der Attila davon abgehalten haben soll, Rom zu plündern, ist in dieser Form wohl nicht historisch. Attila stellte aber bereits seit seinem Rückzug aus Gallien keine ernsthafte Gefahr mehr dar. Ostrom lehnte weitere Tributzahlungen ab, gleichzeitig griffen oströmische Truppen hunnisches Herrschaftsgebiet an.

### Verfall und Untergang
Im Jahre 453 heiratete Attila die Gotin Ildico und starb bereits in der Hochzeitsnacht, laut Überlieferung an einem Blutsturz. Nun begann der rasche Verfall des Hunnenreichs Attilas. Durch innere Auseinandersetzungen (Abfall der Gepiden, Ostgoten und anderer) um 454/55 stark zerrissen, konnten Attillas Söhne die Lage nicht mehr stabilisieren: Ellac fiel 454 in der Schlacht am Nedao, Dengizich 469 im Krieg gegen Ostrom. Hunnen dienten später noch als Söldner, etwa für Ostrom (während der Kriege Justinians wurden sie unter anderem von Belisar eingesetzt).
Ein Teil der Hunnen unter Ernak wurde unter römischer Oberherrschaft in der späteren Dobrudscha angesiedelt. Andere ließen sich an der heutigen serbisch-bulgarischen Grenze nieder und gingen später in der dortigen Bevölkerung auf. An den Läufen der unteren Wolga siedelten noch Reste der Hunno-Bulgaren. Vereinzelte Volkssplitter der Hunnen (die Kutriguren) wurden noch 559 von oströmischen Geschichtsschreibern erwähnt, als diese bis nach Korinth und Konstantinopel vorstießen. Die Oströmer/Byzantiner spielten die verschiedenen Anführer gegeneinander aus und hetzten etwa Sandilch (Utiguren) und Zabergan (Kutriguren) aufeinander, dazu griffen die Awaren aus dem Steppenraum an und drangen nach Südosteuropa vor. Auch die Sabiren, die im 6. Jahrhundert nördlich des Kaukasus saßen, wurden von den Awaren unterworfen. In den Quellen wurden nun andere pontische Steppenvölker als Hunnen bezeichnet.

### Materielle Kultur der europäischen Hunnen

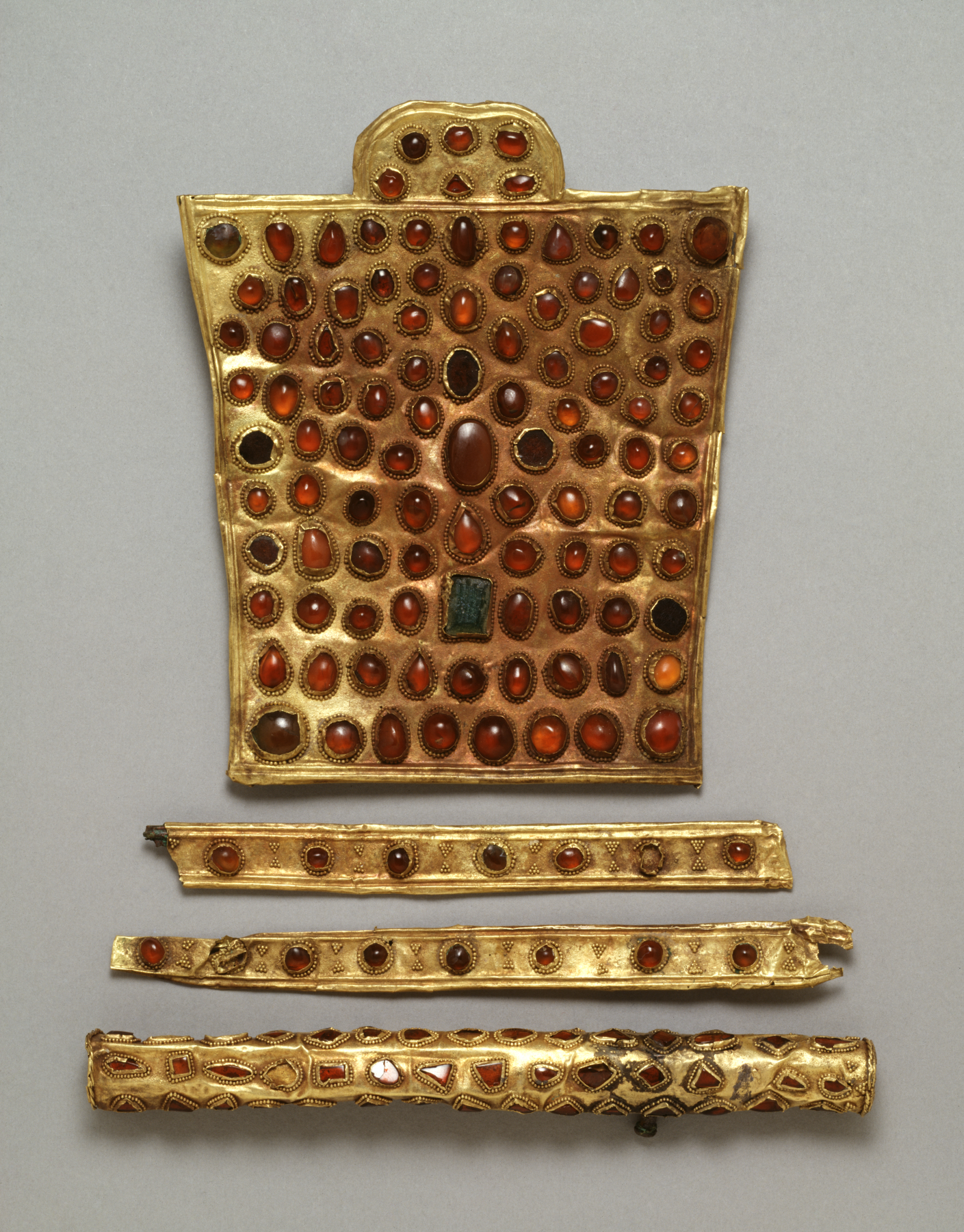
Beschläge hunnischer Zügel, 4. Jahrhundert

Als typisches Kennzeichen der Hunnen Europas gelten runde bronzene Metallspiegel, die wohl (indirekt) von den Chinesen übernommen und den Toten als Grabbeigabe mitgegeben wurden. Ebenso eigentümliche große Kupferkessel (bis 50 kg schwer, am Rand mit Schuppen verziert), die ursprünglich ebenfalls aus China stammten und wahrscheinlich als Opfergefäße verwendet wurden. Bronzekessel haben sich in Ungarn ebenso wie in Rumänien, Kasachstan, Russland samt Permgebiet und in Minussinsk gefunden. Charakteristische hunnische Ziermotive sind der Lebensbaum und Raubvögelköpfe, vor allem der Adler erfreute sich bei den Hunnen großer Beliebtheit, wie bei den iranischen Steppenvölkern (Sarmaten, Alanen), von denen auch die Goten und andere Germanenstämme das Adlermotiv übernommen hatten. Germanische Pferdebestattungen sind ebenfalls von den Hunnen beeinflusst.
Die Hunnen kämpften meist beritten und nur leicht gerüstet mit dem enorm durchschlagskräftigen knochenverstärkten Kompositbogen. Ihre überlegene schnelle Reiterkampftechnik, die von den Römern bewunderte Einheit von Pferd und Reiter, verdankt sich u. a. dem Holzsattel mit vorn und hinten hochgezogenen Sattelknopf, der einen festen Sitz auch beim Bogenschießen gewährleistete, sowie der Tatsache, dass sie fähig waren, mehrere Pferde auf einmal zu führen, so dass diese immer frisch waren. Das unterschied sie von anderen Reitervölkern der Epoche (zum Beispiel von den Alanen) und den sassanidischen Panzerreitern. Für den Nahkampf verwendeten die Hunnen lange Schwerter und Speere.
Hunnische Gräber sind in der Regel Einzelgräber. Oftmals wurden den hunnischen Kriegern verschiedene Grabbeigaben mitgegeben, wobei dies je nach Rangstellung variieren konnte. Darunter waren vor allem Waffen, die teils besonders kostbar gefertigt waren. Bei besonders hohen Würdenträgern scheinen auch Pferde geopfert worden zu sein. Typisch für hunnische Frauen waren große Ohrringe, die Vornehmen unter ihnen trugen Stirnbänder aus Gold, verziert mit rotem Almandin und Perlmutteinlagen.
Die Hunnen selbst sollen einen furchterregenden Eindruck gemacht haben: Bei ihnen war es nach Angaben des Geschichtsschreibers Jordanes, der sich wiederum auf andere Quellen stützte, Sitte, den männlichen Kleinkindern die Gesichter zu zerschneiden, um den Bartwuchs zu verhindern. Die Krieger schmierten sich Schwarzerde in die Kampfwunden, damit sich dort dickhäutige Narben bildeten. Auch praktizierten sie die Sitte der Schädeldeformation, weshalb viele Hunnen hohe Turmschädel aufwiesen. Derartig deformierte Schädel wurden sowohl in Thüringen als auch am Talas (Kirgisistan) gefunden. Bemerkenswert ist, dass die Sitte von Teilen der ortsansässigen (germanischen) Bevölkerung für eine Zeitlang übernommen wurde. Der Oberkopf der Hunnen war, vielleicht als äußeres Zeichen der Unterwerfung, kahlgeschoren. Bezüglich der Kampftechnik zu Pferde waren die Hunnen zumindest teilweise überlegen und konnten flexibel agieren.

### Religion
Ammianus Marcellinus schrieb zwar, dass die Hunnen keine Religion kannten, was aber unwahrscheinlich ist, zumal ein Totenkult bekannt ist. Der Großteil der Hunnen hatte zu Zeiten Attilas wohl unverändert eine naturverbundene Religion, wie zu jener Zeit, als sie aus Asien kamen. Man übte Wahrsagung und Schamanismus aus, wobei die Schamanen oder heidnischen Priester am Namenskürzel qam, „-kam“ (Atakam: „Priestervater“, Eskam: „Oberster, größter Priester“) zu erkennen waren. Eingeweideschau und Schulterblattschau als Mittel der Vorhersage sind überliefert, wobei Jordanes nicht angab, ob die Schulterblätter dabei wie in Asien im Feuer erhitzt wurden. Die Naturkräfte wurden als göttlich angesehen.
Für die Hunnen war der Herrscher vom Göttlichen zum König ernannt, selbst aber kein lebendiger Gott. In den Quellen ist auch belegt, dass Attila zumindest gegenüber seinen Hunnen ein bescheidenes Äußeres pflegte.
Es gibt auch Hinweise auf erfolgreiche christliche Missionierungsversuche bei den Hunnen. Allerdings zeugen die unverändert anhaltenden Plünderungen – und die damit verbundenen Gewalttaten in Kirchen – davon, dass es sich hierbei bloß um römische Wunschträume handelte. Es gab zwar nach wie vor eine sesshafte christliche Bevölkerung im hunnisch besetzten Pannonien, aber die Hunnen übernahmen offensichtlich nicht den Glauben der Besiegten. Dies änderte sich aber teils im frühen 6. Jahrhundert, wie das Beispiel des Hunnenkönigs Grod auf der Krim zeigt, der sich 528 taufen ließ, was aber Widerstand auslöste.
An Kultgegenständen gab es Idole aus Gold und Elektron wie bei den Sarmaten und Alanen, des Weiteren Amulette und schamanistisch geprägte Masken.

## Herrscherliste
| Name             | Regierungszeit  | Verwandtschaft                | Anmerkungen                                                   |
| ---------------- | --------------- | ----------------------------- | ------------------------------------------------------------- |
| Uldin            | ca. 395–ca. 410 |                               |                                                               |
| Charaton         | 412             |                               |                                                               |
| Rua und Oktar    | 425–430         | Brüder                        | Doppelherrschaft                                              |
| Rua              | 430–434         |                               | Alleinherrschaft nach dem Tod Oktars                          |
| Bleda und Attila | 434–444/445     | Brüder, Neffen des Vorgängers | Doppelherrschaft                                              |
| Attila           | 444/445–453     |                               | Alleinherrschaft nachdem er Bleda ermorden ließ               |
| Ellac            | 453–454         | Ältester Sohn Attilas         | Starb in der Schlacht am Nedao                                |
| Dengizich        | 454–469         | Sohn Attilas                  | In den Kämpfen mit Ostrom durch Heermeister Anagastes getötet |

Die Quellenlage ist hinsichtlich der Regierungsdaten einzelner Herrscher (Uldin) oder schlicht deren wirklicher Existenz (Balamir) unsicher. Ebenso ist die genaue Rolle von Charaton ungeklärt, der bei Olympiodoros von Theben neben Donatus (der sehr wahrscheinlich kein „König“ und vielleicht nicht einmal ein Hunne an sich war) kurz erwähnt wird. Ebenso ist unklar, inwieweit einzelne Stammesführer (wie etwa Attilas Vater Mundzuk) selbständig Teile der eroberten Landstriche beherrschten. Die Tabelle umfasst auch nicht Unwägbarkeiten wie etwa die Bedeutung des weiteren Attilasohnes Ernak.